# سون یانان
سون یانان (به چینی: 孙亚楠؛ متولد ۱۵ سپتامبر ۱۹۹۲) کشتی گیر زن کشور چین است.
از افتخارات وی می‌توان به کسب مدال نقره المپیک ۲۰۲۰ توکیو و مدال برنز المپیک ۲۰۱۶ ریو و مدال برنز وزن ۵۰ کیلوگرم در مسابقات قهرمانی کشتی جهان ۲۰۱۸ و مدال نقره وزن ۵۱ کیلوگرم در مسابقات قهرمانی کشتی جهان ۲۰۱۲ و مدال طلا وزن ۵۱ کیلوگرم در مسابقات قهرمانی کشتی جهان ۲۰۱۳ اشاره کرد.